# Leopold Werndl
Léopold Werndl (né le 13 novembre 1797 à Steyr, mort le 4 décembre 1855 dans cette même ville) est un fabricant de composants d'armes autrichien. Il est le père du grand industriel Josef Werndl . 

## Biographie
Il est né le 13 novembre 1797 à Steyr, il est le fils de Benedict Werndl. Le 26 juin 1828, il épouse Josefa Müller (née le 4 janvier 1806 à Frankenfels). Son père Benedict décède en 1815. Au début, Léopold Werndl reprend l'activité de son père, mais il s'est par la suite tourné vers la production de composants de fusil (accessoires). En 1830, il obtient un privilège limité de cinq ans pour la fabrication de la bague de carabine d'infanterie. Le 26 février 1831, naît son fils Josef  et en 1833, il rejoint la guilde en tant que Feilenhauermeister. En 1835, il achete la Lettmühle sur le Steyr (aujourd'hui à Sierning) et y exploite des marteaux à étirer et un laminoir. Il y produit des fûts et canons, ainsi que bagues et baïonnettes. En 1846, il vend la maison située sur la Wieserfeldplatz à un forgeron Josef Hauser et à sa femme Theresia. Werndl est à l'époque le plus important fabricant de composants d'armes à Steyr et emploie 450 personnes. Le 4 décembre 1855, il meurt du choléra qui circulait alors à Steyr.  

## Postérité
Après son décès en 1855, son fils, Josef Werndl, reprend l'entreprise et en fait un producteur d'armes à succès international, la Manufacture d'armes autrichienne de Steyr. La société existe encore (à présent: Steyr Mannlicher) est particulièrement connue pour le Steyr AUG (StG 77). 
Dans sa ville natale, Steyr, la Leopoldgasse porte son nom dans la colonie d'Eysnfeld. La rue Léopold-Werndl-Strasse qui part de Brucknerplatz pour rejoindre Garsten, est nommé d'après un neveu de Josef Werndl, tombé lors de la Première Guerre mondiale. Ce neveu a hérité de la villa Werndl située sur cette rue.  